# Cédric Mongongu
Cédric Mongongu (Kinshasa, 22 giugno 1989) è un ex calciatore congolese (Repubblica Democratica del Congo) con passaporto francese, di ruolo difensore.

## Carriera
Arrivato molto presto in Francia dal Congo, Mongongu ottiene la doppio nazionalità franco-congolese. Comincia a giocare a calcio con il club Le Garenne-Colombes prima di raggiungere il Racing club Paris a 13 anni e successivamente le giovanili del Monaco nel 2005 prima di fare le sue prime apparizioni in Ligue 1, nel 2007. Già titolare della sua selezione nazionale come difensore centrale, fu notato quando affronta la Francia in una partita amichevole in Spagna. A Monaco la sua posizione in campo non è ancora molto definita: nelle ultime stagioni, infatti, l'allenatore spesso l'ha utilizzato in mezzo alla difesa ma è stato schierato anche come esterno basso di difesa, in alternanza con Francesco Modesto. In seguito si è imposto definitivamente nella difesa centrale.
All'inizio della stagione 2009-2010 ottiene la fiducia del nuovo allenatore del Monaco che lo schiera con Sébastien Puygrenier come coppia centrale di difesa.
Dopo essere rimasto svincolato nell'estate 2016, viene preso dal Montpellier nell'ottobre successivo.